# Dedendorf
Dedendorf (plattdeutsch Deendörp) ist ein Ortsteil des Fleckens Bücken im Landkreis Nienburg/Weser in Niedersachsen (Deutschland).

## Geografie
Dedendorf liegt zwischen Hoya und Bücken 24 km nördlich der Kreisstadt Nienburg/Weser zwischen Bremen (46 km) und Hannover (72 km).
Das Dorf Dedendorf ist 5,58 km² groß und hat ca. 300 Einwohner.

## Geschichte
Ein Urnengräberfeld weist auf eine Besiedlung vor dem Jahr 800 hin. In der ersten urkundlichen Erwähnung aus dem Jahre 1179 werden zwei Höfe als Eigentum des Stifts St. Stephani et Willehadi in Bremen bestätigt. Im 13. Jahrhundert besaß das Stift Verden zwei Höfe in Dedendorf. Auch das Stift Bassum war hier begütert. Die meisten Besitzungen gehörten jedoch dem Stift Bücken. Nach Einführung der Reformation gehörten alle Höfe den Grafen von Hoya. Am 1. August 1972 wurde ein Teil Dedendorfs (Wienhofsiedlung) an die Stadt Hoya abgetreten. Seit dem 1. März 1974 ist Dedendorf ein Ortsteil der Gemeinde Bücken.

## Sehenswertes

### Baudenkmale
In der Liste der Baudenkmale in Bücken sind für Dedendorf sieben Baudenkmale aufgeführt, darunter:
- Hofanlage Dedendorf 2 von u. a. 1611, um 1617, um 1705, 1768
- Wohn- und Wirtschaftsgebäude Dedendorf 7 von um 1517 und/oder 1595, Umbauten von 1654